# Monumento a Tommaso Grossi
Il monumento a Tommaso Grossi è un'opera scultorea realizzata da Vincenzo Vela (1820-1891) posta nel cortile d'onore del palazzo di Brera a Milano.

## Storia e descrizione
Per la realizzazione di una statua a Tommaso Grossi, scrittore e poeta, amico di Carlo Porta e di Alessandro Manzoni, venne aperta una sottoscrizione nel maggio 1854 (pochi mesi dopo la morte del Grossi). Alla sottoscrizione contribuì anche Camillo Benso.
La commissione per il monumento, formata nel 1855 e comprendente anche Giulio Carcano e Alessandro Manzoni, diede incarico nel 1856 al Vela per la realizzazione dell'opera.
Il monumento fu inaugurato solennemente il 1 luglio 1858.
Fu l'ultima delle sei grandi statue ad essere posta nel cortile.